# Krzysztof Jackowski (malarz)
Krzysztof Jackowski (ur. 1936 w Kielcach, zm. 21 maja 2021) – polski malarz uprawiający malarstwo sztalugowe. Był uczniem kieleckiego PSSP. Studiował w Akademii Sztuk Pięknych im. Jana Matejki w Krakowie, dyplom otrzymał w 1960. Zrealizował kilkanaście wystaw indywidualnych oraz wziął udział w kilkunastu wystawach zbiorowych. Jest stałym uczestnikiem organizowanego przez Biuro Wystaw Artystycznych w Kielcach cyklu „Przedwiośnie”, podczas którego był wielokrotnie wyróżniany, a w 1987 otrzymał Grand Prix.
Ogółem namalował ponad 900 obrazów, które znajdują się w muzeach, galeriach i kolekcjach prywatnych w Polsce i za granicą (głównie we Francji i Szwajcarii). Oprócz tego wykonał polichromię w kościołach w Szydłowie, Gnojnie, Obiechowie, Końskich oraz odnowił polichromię kościoła w Leszczynach.
W roku 2003 otrzymał nagrodę miasta Kielce, a w 2004 został odznaczony Srebrnym Krzyżem Zasługi. 16 października 2007 otrzymał z rąk marszałka województwa świętokrzyskiego Adama Jarubasa nadany przez ministra kultury i dziedzictwa narodowego Kazimierza Michała Ujazdowskiego Srebrny Medal „Zasłużony Kulturze Gloria Artis”.
Pochowany na cmentarzu Nowym w Kielcach.